# Артур Мајкл Ремзи
Артур Мајкл Ремзи (енгл. Arthur Michael Ramsey; Кембриџ, 14. новембар 1904 — Оксфорд, 23. април 1988) је био теолог и кентерберијски надбискуп. 

## Биографија
У почетку је био присталица конгрегационизма, али после школовања на Рептону, на Магдален колеџу у Кембриџу и на Теолошком колеџу Кадесдон, био је рукоположен у Енглеској цркви 1928. Провео је врло кратко време као парохијски свештеник пре него што је постао заменик упавника теолошког колеџа у Линколну 1930. Убрзо потом постао је професор црквеног права на Дараму (1940-50), краљевски професор теологије на Кембриџу (1950-52), бискуп Дарамски (1952-6), надбискуп Јорка (1956-61), и надбискуп кентерберијски (1961-74). 

## Рад на помирењу Цркава
Док је боравио у Кентерберију, доста је путовао ради посета разним гранама Англиканске заједнице и такође да промовише односе са другим Црквама, посебно са Православном и Римокатоличком. Успоставио је личне односе са Атинагором, патријархом Цариградским, и са Папом Павлом VI, кога је званично посетио 1966. У својој земљи руководио је увођењем синодске владе у Енглеску Цркву, и придобио за Цркву знатну контролу над литургијом у Worship and Doctrine Measure из 1974, а дао је и снажан подстицај безуспешном покрету за *уједињење Цркве Енглеске и Методистичке цркве.

## Друштвена питања
Одиграо је важну улогу и у многим јавним дебатама тога доба, нпр. о хомосексуалности, побачају, смртној казни и односима између раса. Као теолог био је представник Библијског теолошког покрета, али је пре свега остао упамћен по својим делима о духовности. Учио је да је контемплативна молитва нешто чему би сви хришћани требало да теже, а оживео је и интересовање за духовни живот, посебно међу свештенством.

## Дела
- (1936)
- (1949)
- (1965)
- (1969)
- (1972)
- (1982).